# Journal of the History of Sexuality
Das Journal of the History of Sexuality (Kurzform: JHS) ist eine seit 1990 dreimal im Jahr erscheinende wissenschaftliche Zeitschrift. Das Journal ist peer-reviewed und im OPAC gelistet (ISSN 1043-4070). 
Bis 1998 erschien die Zeitschrift viermal jährlich, im Jahr 1999 erschien keine Ausgabe und seit 2000 wird die regelmäßige Erscheinungsweise mit dem neunten Jahrgang fortgeführt. Im März 1990 gab der Sexualhistoriker John C. Fout vom Bard College die erste Ausgabe heraus. Die Zeitschrift erschien bei University of Chicago Press. Fout betonte damals in seinem Vorwort, dass ein Anliegen der Zeitschrift darin bestehe, den stark medizinisch geprägten Bereich der Sexualwissenschaft durch eine andere Perspektive zu erweitern. Das Jahr 1999 brachte zahlreiche Veränderungen, Fout als Herausgeber trat zurück und der Verlag wechselte nach University of Texas Press. Als neue Herausgeber traten nun Barbara Loomis und William N. Bonds, beide Mitarbeiter des historischen Instituts und des Human Sexuality Studies Program der San Francisco State University. Die neuen Herausgeber betonten, the Journal will continue to present high quality, original articles on the history of sexuality, written by international scholars in various disciplines.